# Carrington (Lincolnshire)
Pour les articles homonymes, voir Carrington.
Carrington est une paroisse civile et un village du Lincolnshire, en Angleterre.